# Stalden (Valais)
Pour les articles homonymes, voir Stalden.
Stalden est une commune suisse du canton du Valais, située dans le district de Viège.